# شارل بوویه
شارل بوویه (فرانسوی: Charles Bouvier‎; ۲۸ اوت ۱۸۹۸ – ۱ ژانویهٔ ۱۹۶۴) بازیکن فوتبال و ورزشکار بابسلد اهل سوئیس بود.
وی ورزش را با فوتبال آغاز کرده و در باشگاه‌هایی همچون باشگاه فوتبال سروت ۱۸۹۰ بازی کرده است، بوویه به همراه تیم ملی فوتبال سوئیس به مدال نقره بازی‌های المپیک تابستانی ۱۹۲۴ دست پیدا کرد، وی سپس به ورزش بابسلد روی آورد و در بازی‌های المپیک زمستانی ۱۹۳۶ مدال طلا این رشته را کسب کرد.